# Harjun stadion
Harjun stadion – wielofunkcyjny stadion w mieście Jyväskylä, w Finlandii. Został otwarty w 1926 roku. Swoje spotkania rozgrywa na nim JJK Jyväskylä. Obiekt może pomieścić 3000 widzów.